# Henk Schijvenaar
Hendrik (Henk) Schijvenaar (Haarlem, 31 mei 1918 – Amsterdam, 17 september 1996) was een Nederlands honkballer en voetballer.

Schijvenaar behoort samen met Joop Odenthal en Cor Wilders tot de enige sporters die zowel voor het Nederlands voetbalteam als het Nederlands honkbalteam uitkwamen. Schijvenaar kwam uit als voetballer en honkballer voor de sportvereniging EDO uit Haarlem. Als voetbalinternational speelde hij achttien interlands als verdediger. Zijn eerste interland als voetballer was op 4 mei 1947 tegen de Belgische nationale ploeg en zijn laatste op 25 november 1951 weer tegen de Belgen. In die laatste wedstrijd brak hij zijn been wat het einde van zijn interlandcarrière betekende. 
Na ruim een jaar afwezigheid keerde hij op 1 maart 1953 terug op het veld bij EDO in de thuiswedstrijd tegen DOS (4-2). Na afloop van dat seizoen vertrok hij naar de Amsterdamse derdeklasser JOS. BVC Utrecht haalde hem in de zomer van 1954 over om deel te nemen aan de profcompetitie van de NBVB. Half november 1954 werd deze competitie stilgelegd door de fusie met de KNVB. De meeste spelers van de opgeheven Utrechtse profclub vonden onderdak bij Elinkwijk waaraan de proftak was gelieerd. Henk Schijvenaar ging niet door als beroepsvoetballer en besloot terug te keren naar JOS.
In zijn geboorteplaats Haarlem is hij vernoemd via de Henk Schijvenaarstraat. Als honkbalinternational speelde hij vijf wedstrijden voor het Nederlands honkbalteam.